# Oerlikon GDF

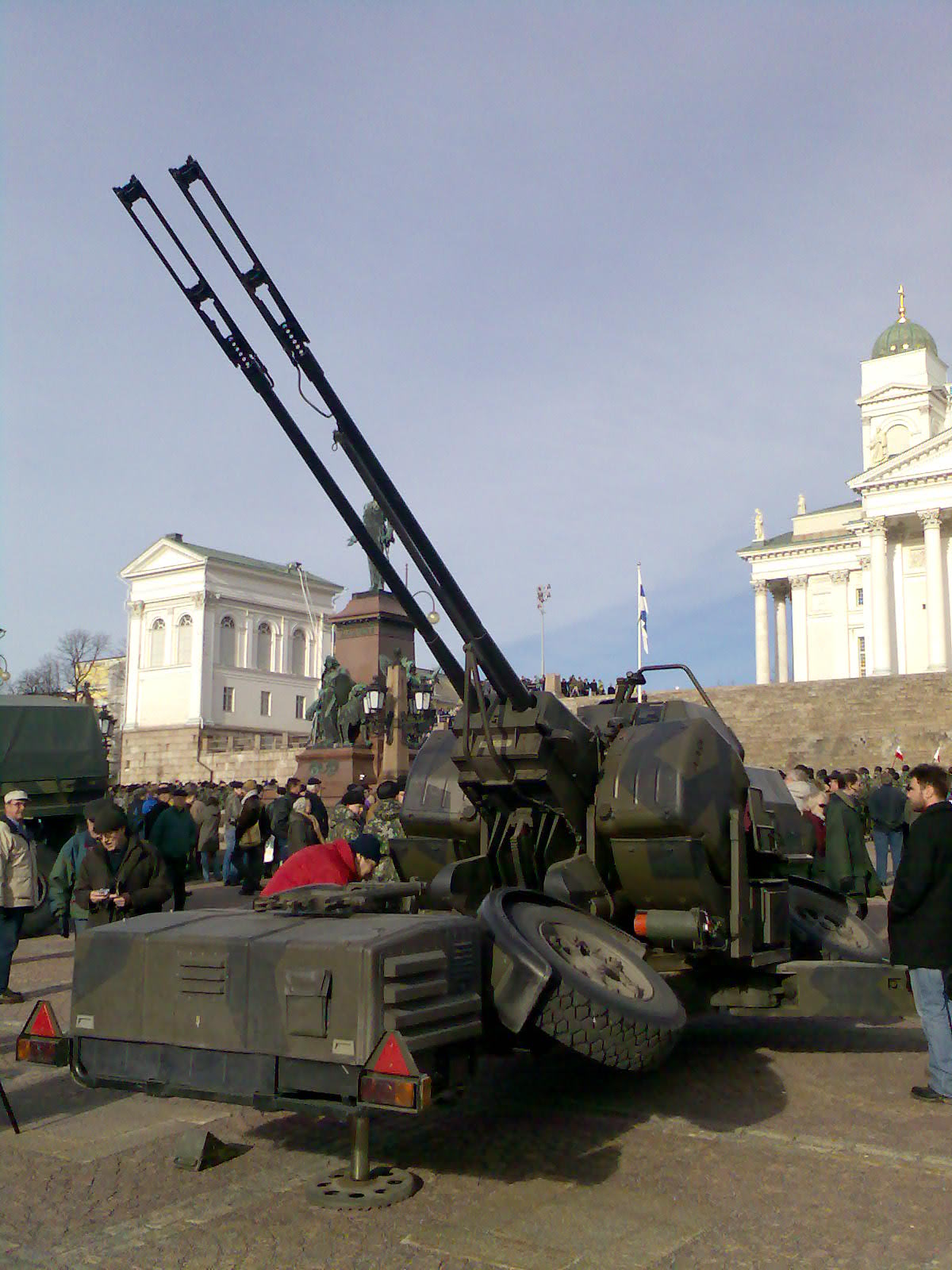
Um GDF em exposição.

O Oerlikon GDF é um canhão antiaéreo de 35 mm feito pela Oerlikon Contraves (rebatizada Rheinmetall Air Defence AG). Seu antigo nome era 2 ZLA/353 ML, eventualmente alterado para GDF-001. Desenvolvido na Suíça na década de 1950, ele foi exportado para mais de 30 países.